# Николаева, Мария Александровна
Мари́я Алекса́ндровна Никола́ева (род. 14 апреля 1991), в девичестве Ле́бедева — российская легкоатлетка, специалистка по бегу на короткие и средние дистанции. Выступала на профессиональном уровне в 2009—2015 годах, чемпионка России в эстафете 4 × 400 метров, победительница и призёрка первенств всероссийского значения, участница чемпионата Европы в помещении в Праге и Всемирной Универсиады в Кванджу. Представляла Москву и Московскую область. Мастер спорта России. Тренер по лёгкой атлетике.

## Биография
Мария Лебедева родилась 14 апреля 1991 года. Занималась лёгкой атлетикой под руководством тренеров И. В. Мосина, И. Н. Мосиной, А. О. Белоусова, Ю. Н. Трубина.
Впервые заявила о себе в сезоне 2009 года, когда выиграла серебряную медаль в беге 60 метров на Мемориале Эдуарда Григоряна в Москве и бронзовую медаль в беге на 100 метров на юниорском всероссийском первенстве в Саранске.
В 2010 году на юниорском всероссийском первенстве в Чебоксарах одержала победу в индивидуальном беге на 400 метров и в эстафете 4 × 400 метров. Попав в состав российской сборной, стартовала в тех же дисциплинах на юниорском мировом первенстве в Монктоне. Также в этом сезоне с командой Московской области взяла бронзу в эстафете 400 + 300 + 200 + 100 метров на чемпионате России по эстафетному бегу в Сочи.
В 2011 году в беге на 400 метров стала бронзовой призёркой на Рождественском кубке в Москве, на международном турнире «Русская зима» в Москве, на молодёжном зимнем всероссийском первенстве в Волгограде. В эстафете 4 × 400 метров одержала победу на Кубке России и на молодёжном всероссийском первенстве в Ерино.
В 2014 году на чемпионате России в Казани уже под фамилией Николаева превзошла всех соперниц в эстафете 4 × 400 метров, завоевав золотую награду. На чемпионате России по эстафетному бегу в Адлере стала бронзовой призёркой в эстафетах 400 + 300 + 200 + 100 и 800 + 400 + 200 + 100 метров.
Благодаря череде удачных выступлений в 2015 году удостоилась права защищать честь страны на чемпионате Европы в помещении в Праге — на предварительном квалификационном этапе бега на 800 метров показала результат 2:07.16, чего оказалось недостаточно для выхода в полуфинальную стадию. Также, будучи студенткой, представляла страну на Всемирной Универсиаде в Кванджу, где в той же дисциплине заняла итоговое восьмое место.
25 января 2016 года Всероссийская федерация лёгкой атлетики дисквалифицировала бегунью Марию Николаеву на 4 года — на основании показателей биологического паспорта был сделан вывод о применении спортсменкой допинга. Все её результаты с 18 февраля по 1 октября 2015 года были аннулированы, в том числе выступления на чемпионате Европы и на Универсиаде.
Окончила Московскую государственную академию физической культуры. Работает тренером по лёгкой атлетике в беговом клубе RUNLABClub в Москве.